# Marcel Granet
Édouard Émmannuel Chavannes (Luc-en-Diois, 1884. február 29. – Sceaux, 1940. november 25.; kínai neve pinjin hangsúlyjelekkel: Gé Lányán; magyar népszerű: Lo Lan-jen; egyszerűsített kínai: 葛兰言); hagyományos kínai: 葛蘭言) francia szociológus, etnográfus, sinológus. A szociológus Émile Durkheim és a sinológus Édouard Chavannes tanítványa és követője. Az École pratique des hautes études professzora, 1925-től az Institut national des langues et civilisations orientales tagja, valamint 1921-ben Paul Pelliot-val közösen megalapították az Institut des hautes études chinoises kutatóintézetet.

## Főbb művei
- Contre l’alcoolisme, un programme socialiste, 1911
- Coutumes matrimoniales de la Chine antique, 1912
- Fêtes et chansons anciennes de la Chine, 1919
- La polygynie sororale et  sororat dans la Chine féodale, 1920
- Quelques particularités de la langue et de la pensée chinoises, 1920
- La vie et la mort. Croyances et doctrines de l’antiquité chinoise
- Le dépôt de l’enfant sur le sol, Rites anciens et ordalies mythiques, 1922
- Le langage de la douleur, d’après le rituel funéraire de la Chine classique, 1922
- La religion des Chinois, 1922
- Remarques sur le Taoïsme ancien, 1925
- Danses et légendes de la Chine ancienne, 1926
- L’esprit de la religion chinoise, 1929
- La civilisation chinoise, 1929
- La droite et la gauche en Chine, 1933
- La pensée chinoise, 1934
- Catégories matrimoniales et relations de proximité dans la chine ancienne, 1939
- La féodalité chinoise, 1952
- Études sociologiques sur la Chine, 1953

## Fordítás
- Ez a szócikk részben vagy egészben  a   Marcel Granet című angol Wikipédia-szócikk ezen változatának fordításán alapul.  Az eredeti cikk szerkesztőit annak laptörténete sorolja fel. Ez a jelzés csupán a megfogalmazás eredetét és a szerzői jogokat jelzi, nem szolgál a cikkben szereplő információk forrásmegjelöléseként.